# Renkovci
Ne zamenjujte z naseljem Rankovci!
Renkovci (madžarsko Lendvaerdő) so naselje v občini  Turnišče. 
Ležijo na desnem bregu reke Ledave, ob cesti Beltinci-Dobrovnik, na dolinskem delu Prekmurja. Ob Ledavi najdemo obsežne travnike, južno od naselja pa njive. Pomembna panoga je kmetijstvo, s katerim pa se v zadnjem času ukvarja vse manj ljudi. Na zahodu in severu obdaja vas mešani gozd Hraščica, v katerem je tudi logarnica. V preteklosti so se domačini ukvarjali s t. i. kupinárstvom (trgovanjem z jajci in perutnino) in z izdelovanjem cekarjev. Danes je večina ljudi zaposlena predvsem v Turnišču v tovarni Planika, ki je plod dolgoletne čevljarske tradicije v Turnišču. Drugi so zaposleni v Beltincih in v Murski Soboti. Najstarejši del Renkovcev so t. i. Markojove grabe.

## Zgodovina Renkovcev
Eno od prvotnih ime za kraj je bilo Renkocz (podatki iz leta 1698). Popis prebivalstva iz leta 1718 nam govori, da so v Renkovcih živeli 303 ljudje. Do konca druge svetovne vojne so bili Renkovčani daleč znani nakupovalci jajc in perutnine.
Renkovci imajo tudi bogato zgodovino mlinarstva. Vzdolž Ledave so znani mlini že vse od srednjega veka. Iz leta 1524 sta znana mlinarja v Renkovcih Matej Kavas in Jurij Refft. Istega leta beležijo vzdolž potoka Ledava od Ivancev do Doline preko 20 mlinov. Leta 1759 beležijo danes stoječi mlin kot Lovrencsicsev mlin (danes naj bi bil v zasebni lasti Tivadarjevih iz Renkovcev). Pred leti so v njem posneli del Pickove bande za film Strici so mi povedali.
Omenjen mlin je še pred nekaj desetletji poganjala voda Male Ledave, ko pa so ob potoku izvedli melioracijska dela, je gladina potoka upadla in z njo tudi nivo podtalnice. Danes je Mala Ledava poraščena, mlin pa stoji. V mlinu lahko še danes najdemo staro oljarno s kotli, ki so rabili za pridobivanje bučnega olja.

## Izvor krajevnega imena
Sodeč po srenjeveških zapisih, se je prvotno krajevno ime glasilo Vrankovci, kar je izpeljano iz osebnega imena Vranko, ki se ohranja tudi v priimkih Uranko, Ranko in Renko. Krajevno ime torej prvotno pomeni 'prebivalci Vrankovega naselja'. V starih listinah se kraj omenja leta 1322 Rancouc, 1379 Rancauc, 1381 Renkolch in 1428 kot Frankolch. 

## Kupinarstvo v Renkovcih
Kupinarstvo [izg. kupinárstvo, kopinárstvo], trgovanje z jajci in perutnino, je ena izmed mnogih panog ljudske trgovine, ki se je najbolj zasidrala prav v Renkovcih (tako kot npr. lončarstvo v sosednjih Filovcih in čevljarstvo v že omenjenem Turnišču). Ljudje so se s takim trgovanjem bili prisiljeni ukvarjati zaradi slabih življenjskih razmer.
Že leta 1885 so prišli v te kraje kupinarji iz Soprona na Madžarskem, da bi kupovali jajca in perutnino. Kupinarstvo so prenesli tudi na domače, takrat večidel še nepismeno, prebivalstvo. Pojavili so se prvi domačini pütarji (püta = brenta), ki so z leseno püto oz. z nekakšnim lesenim zabojem hodili po več kilometrov dnevno in nabirali jajca in perutnino. 
Kupinarji so bili mali kmetje s po tri do štiri orali (1 oral = 57,55 arov) zemlje. V nekaterih družinah so se s kupinarstvom ukvarjale kar štiri generacije. Glavna oprema kupinarjev so bili vozovi. Z eno vožnjo so nabrali 20 do 30 tisoč jajc v sezoni (eno potovanje in nabiranje jajc je trajalo 5 do 6 dni). Potovali so moje, ki so s seboj vzeli ženo ali sina. Ko so bili vozovi prazni, so spali v hlevih, ko pa so jih napolnili, pa so spali kar ob njih v slami. Kupinar je moral imeti vsaj voz in enega konja. Glavni kupinar v Renkovcih je bil Martin Koren, ki je imel svoj voz. Zanj je nabiralo 20 do 25 nosačev (tróugarov). Postojanke kupinarjev so bile največkrat gostilne, mimo katerih so potovali. Večji denar so skrivali v škornje. Kupinarji so opozarjali nase s posebnimi vzkliki, kakršen je tudi tale:
Cene jajc v 30. letih 20. stoletja so bile od 3 do 3,5 filerjev (filer = kovanec v vrednosti 1/100 forinta). Jajca so računali po 6 skupaj (v vsaki roki po tri). V zaboje so polagali jajca v vrstah in mednje trosili rezano slamo. V manjše zaboje (»lada«) je bilo mogoče spraviti 3 do 3,5 tisoč jajc, v večje pa 7 tisoč jajc. Jajca so shranjevali tudi v sodih, ki pa so jih imeli doma (sodi niso bili primerni za prevažanje jajc). Nekatere hiše so imele posebne kleti, kamor so dajali pod lučjo pregledana jajca. Tržišče za prvo- in drugorazredna jajca je bil Dunaj, tretjerazredna pa so prodajali v Budimpešto.
Na Dunaj in v Budimpešto so vozili jajca predvsem za časa avstro-ogrske monarhije. Takrat je Prekmurje spadalo pod ogrski del monarhije in je bilo povezano z Budimpešto z železniško progo.
Pred prvo svetovno vojno je bilo kupinarstvo svobodna trgovina in je oblasti niso preganjale. Med prvo svetovno vojno je ta trgovina potekala v manjšem obsegu. Veliko pomanjkanje in revščina po prvi svetovni vojni je botrovalo razširjanju kupinarstva. V tem času se je kupinarstvo najprej razmahnilo v Renkovcih, nato pa se je širilo še v okoliške kraje (Gomilice, Odranci, Gančani, Vélika Polana, Dobrovnik, Strehovci, Ivanci itd.). Od krajev na Goričkem so pomembnejši: Fokovci, Vučja Gomila, Čikečka vas, Selo, Rankovci.
Zaradi nastanka nove državne meje se je prekinila direktna trgovina kupinarjev (Gradec, Dunaj in Budimpešta niso bila več glavna tržišča za Prekmurje). Število kupinarjev je naraščalo, s čimer je naraščala tudi konkurenca med njimi. Glavni odkupovalci blaga od kupinarjev so postali Židi (npr. Vajda /Čakovec/, Löbel /Čakovec/, Reinhard /Ptuj/). Glavne uvoznice jajc in perutnine so postale Švica,, Nemčija in Avstrija. Vse do leta 1926-27 je trajala huda konkurenca in v tem času je večina kupinarjev propadla. Kupinarstvo so rešile velike količine posajenega prosa, ki je bilo krma za perutnino. Ko so se Židi umaknili, so se začeli uveljavljati novi trgovci (»eksporterji«), ki so blago izvažali v Švico in Nemčijo. »Eksporterji« so zdaj postali glavni odjemalci kupinarskega blaga, ki pa je zaradi izvoza v omenjeni deželi moralo biti zelo kvalitetno. Renkovčani in okoliški vaščani so svoje blago prodajali predvsem trgovcu Abtu iz Maribora. Za kupinarje so prišle novosti. Iz nosačev (pütarjev) so se razvili nakupovalci, ki pa niso hodili več peš, ampak so se vozili s kolesi. 
Kupinarstvo ni bilo več tako dobičkonosno kot na začetku, a so se z njim ljudje lahko še vedno preživljali. Kupinarji so bili načeloma možje in fantje, vsi ostali družinski člani pa  so obdelovali zemljo in skrbeli za dom. Ženske so se s kupinarstvom začele ukvarjati šele po prvi svetovni vojni. Blago so nabirale v svoji vasi in v bližnjih vaseh (jajca so dajale v jerbase, perutnino pa v košare). Enkrat ali dvakrat na teden je prišel kupinar z vozom in odpeljal blago. 
Po času neorganiziranega kupinarstva je nastopilo organizirano, ki se je kazalo v vnaprejšnji postavitvi neke cene za blago. Dogovorili so se za določen čas prevzema in se ga potem tudi držali. V letih 1936-37 so kvaliteto jajc, ki so morala biti sveža, merili s t. i. »rinkanjem«. Jajca so dajali skozi 41-milimetrski krog. Jajca, ki so bila manjša od 41 milimetrov, so šla skozi in so predstavljala drugo kvaliteto, tista, ki niso šla skozi, so bila prve kvalitete. Sami izvozniki so preverjali kvaliteto jajc z osvetljevanjem. V leseno škatlo z dvema luknjama v 
velikosti jajca so postavili petrolejko, ki je jajce osvetlila. Če je bilo jajce staro, se je začelo sušiti. Če jajca niso bila sveža, so odbijali pri ceni. Pred drugo svetovno vojno so jajca tudi tehtali (približno 18 velikih jajc je tehtalo 1 kilogram).
Trgovina kupinarjev se je na začetku druge svetovne vojne prekinila za približno dva tedna (ko je šla mimo vojska). Po tej prekinitvi so Renkovčani nadaljevali s kupinarstvom. Tokrat so blago kupovali po Goričkem in po Međzimurju ter ga vozili v Zalaszentiván, kjer je bila družba »Zalaexport« (lastniki so bili Binder, Toplak, Mraz). Imeli so svoj tovornjak in so kupinarjem priskrbeli potrebna potrdila, ki so jih pokazali žandarjem. Leta 1942 so jim Madžari odvzeli tovornjak in kupinari so morali trgovati spet po starem.Iz Zalaszentivána so pošiljali blago v Nemčijo. Število kupinarjev je začelo v letih 1941-43 upadati zaradi vpoklica v vojsko. Veliko jih je padlo na fronti, bombardirali pa so tudi vlake in trgovanje ni bilo več varno. V Prekmurje so hodile tudi »kofe« -  branjevke iz Madžarske in kupovale jajca. Nosile so jih na glavi v posebnih košarah, ki so jih imenovale »korblače«. Kupinarji so večji del blaga začeli prodajati v Soboto in Lendavo. Kupinarstvo se je oktobra 1944, ko je nastopila splošna mobilizacija vseh moških (od 16. do 60. leta), končalo. Nadaljevalo se je tihotapstvo, čeprav je zaradi vsesplošnega pomanjkanja bilo hrane čedalje manj.
Tihotapstvo je po vojni zopet oživelo (tudi tihotapstvo moke, masti, kaše idr.). Ker je ljudem v mestih primanjkovalo hrane, ljudem na podeželju pa obleke, so ljudje s podeželja prodajali hrano za obleko. Po enem letu takšnega stanja se je ponovno razvila kupinarska trgovina, ki pa je bila direktna (blago, kupljeno po prekmurskih vaseh so vozili v večja mesta kot so Ljubljana, Maribor, Tržič).
Največjo konkurenco samostojnim renkovskim kupinarjem je predstavljal zastopnik podjetja Perutnina s Ptuja v Soboti Koblenzar, ki je v letih 1946-47 tudi sam trgoval s kupinarskim blagom. Oblast ga je podpirala, ker je hotela uničiti samostojne kupinarje, ki naj bi po mnenju oblasti s svojimi klici spominjali na berače, kar pa je bilo za novo družbo nesprejemljivo. Ob koncu leta 1947 so kupinarjem blago večkrat zaplenili in jim ga plačali po nižji ceni, kar je kupinarje sililo k prenehanju s trgovanjem. Leta 1948 so edino kupinarju Francu Magdiču dovolili trgovati s podjetjem Gostinstvo iz Ljubljane. Nekateri kupinarji so se rešili tako, da so pristopili k podjetju Perutnina Ptuj (nastalo je 1905. leta), ki je postalo izvoznik jajc, po letu 1954 pa tudi perutnine.
Naslednji večji udarec za kupinarje je bila »kurja kuga«, ki je v letih 1946−49 pomorila tudi polovico perutnine. Čakovsko podjetje Vajda se je ukvarjalo s kupinarstvom in blago tudi izvažalo. Njihovi nabiralci so prihajali v Prekmurje (v Beltincih so imeli svojo izpostavo). Prav Vajda je vzpodbudila Perutnino Ptuj, da je poleg jajc začela izvažati tudi perutnino. Ker je Perutnina Ptuj rabila kupinarje, so renkovski kupinarji zopet dobili delo, ki so ga lahko opravljali vse do leta 1956, ko so se pojavile zadruge in so morali kupinaji dokončno prekiniti z delom.